# 69★TRIBE ロック族
『69★TRIBE ロック族』（ロックトライブ）は、2005年4月12日から2006年9月27日まで毎週水曜 25:58～26:28にフジテレビ（関東ローカル）で放送されていた音楽番組。通称「69★TRIBE」。フォーサイド・ドット・コムの一社提供であるが過去2回のスペシャル放送時は番組の前半だけ提供し、後半は複数のスポンサーが提供していた（ただし、テロップは同社のみ表示されている）。

## 概要
放送開始から2006年3月までは次世代のアーティストを調査し、発掘することを目的とする「インディー探偵事務所」を舞台にインディー探偵「YOSSY RAMONE」（ヨッシー ラモーン）とアルバイト「69★ハンター」（69★GAL、69★ASSISTANT）が主にインディーズの情報を中心に伝えるという設定になっている。
2006年4月から放送終了まではアーティストが主に集うバー「69★BAR」を舞台に69★MASTER「YOSSY RAMONE」（ヨッシー ラモーン）とアルバイト「69★Honey」が来店するゲストとトークするという設定になっている。
アーティストのジャンルは主にロックやヒップホップである。「携帯で聴く音楽番組」をコンセプトとしており、毎回登場したアーティストの楽曲は「フジ♪メロ」でダウンロードできる着うたにて配信されている。

## 放送時間
- 通常放送
  - 2005年4月12日 - 2006年3月21日（火曜 25:58～26:28）
  - 2006年4月12日 - 同年9月27日（水曜 25:58～26:28）
- 拡大放送
  - 2005年12月27日（火曜 26:15～27:15）
  - 2006年9月27日（水曜 25:35～26:35）
- 放送休止
  - 2005年 - 9月20日、9月27日、10月4日、10月11日
  - 2006年 - 1月3日、3月28日、4月4日、8月9日

## 出演

### MC
- 岡田義徳

インディーズ探偵事務所の探偵「YOSSY RAMONE ヨッシーラモーン」という設定でもあり、2006年4月12日からは69★BARのマスター。

### アシスタント
- 工藤里紗（2005年10月18日 - 2006年1月10日）

インディー探偵事務所のアルバイト「69★ハンター」（69★GAL、69★ASSISTANTと呼ぶこともある）という設定で登場している。
- ゲストアシスタント（2005年5月31日 - 同年9月13日 ・ 2005年12月27日 - 2006年3月21日）

上述と同じ設定でグラビアアイドルが2週交代で1人登場している。2005年末と2006年始に限り3人（工藤含む）登場している。
- アリス（2006年4月12日 - 同年9月27日）

69★BARのアルバイト「69★HONNY」という設定で登場している。

### アーティスト
- The Phanky OKstra
- I-lulu
- Toi teens!?

「69★diggin（ディギン）」のコーナーにVTRで登場している。

## コーナー

### 2005年4月からのコーナー
- 着ソン★5

2006年9月まで放送。当番組に出演または紹介されたアーティストの着ソンダウンロード数でランキングを発表する。ここにランクインした曲はオープニング・エンディングの両テーマに選ばれていることが多い。
- 69★diggin（ディギン）

2006年9月まで放送。インディーズアーティストの近況や活動内容について密着する。
- ヨッシー1分ロッキング

2005年9月まで放送。YOSSY RAMONEがある外国のアーティストについてのタレコミを1分で紹介する。
- 69★hunting

2006年3月まで放送。69★ハンターがアーティストのいる現場に行き、直接オリジナル着ソンを録ってくる。メジャーデビューしたアーティストが番組のためにオリジナルの着うたを作る。

### 2006年4月からのコーナー
- 69★Star

メジャーのアーティストがカウンターでカクテルなどのアルコール飲料を交えてトークする。
- 69★Legend

十数年前から活動し現在も続けているアーティストがVIP席でトークする。
- 69★Band

音楽バンドがエンディングのテロップが流れると同時に曲を演奏する。

## スペシャル企画
この番組と連動したライブイベントがZepp Tokyoで行われた。同番組に出演したアーティストが参加しており、2005年は「69★diggin」に、2006年は「69★Star」にそれぞれ登場したアーティストが集まっている。開催日とライブのタイトルは以下のとおり。
- 2005年8月19日 「69★TRIBE～King of 69★ADVENTURE!～」
- 2006年8月2日 「69★TRIBE LIVE 2006」

このライブイベントの模様は後に公開されている。2005年は同年10月25日にタイトル名「69★TRIBE～King of 69★ADVENTURE!～」でDVDとして発売され、2006年は同年9月3日の23:00～24:00に番組名「69★TRIBE LIVE 2006 @ Zepp Tokyo」としてフジテレビ721で放送されている。

## 関連商品

### DVD
- 69★TRIBE～King of 69★ADVENTURE!～（2005年10月25日、フォーサイド・ドット・コム）

### アルバム
- 69★TRIBE THE BEST（2006年1月25日、ビクターエンタテインメント）

## スタッフ
- 企画 - 平野雄大
- ディレクター - 宮野敏一
- プロデューサー - 中村パンチョ宏信
- 制作 - FCC
- 制作著作 - フジテレビ